# SN 2008av
SN 2008av – supernowa odkryta 2 marca 2008 roku w galaktyce A145726+2324. W momencie odkrycia miała maksymalną jasność 19,10m.